# Mesomyia fuliginosa
Mesomyia fuliginosa är en tvåvingeart som först beskrevs av Taylor 1916.  Mesomyia fuliginosa ingår i släktet Mesomyia och familjen bromsar. Inga underarter finns listade i Catalogue of Life.